# District de Forcalquier
Le district de Forcalquier est une ancienne division territoriale française du département des Basses-Alpes de 1790 à 1795.
Il était composé des cantons de Forcalquier, Banon, Lurs, Manosque, Reillanne, Saint-Étienne-les-Orgues, Sainte-Tulle et Volx.